# Храм Воздвижения Креста Господня в Алтуфьеве
Храм Воздвижения Креста Господня в Алтуфьеве (Крестовоздвиженская церковь, Воздвиженская церковь) — православный храм в районе Лианозово на севере Москвы, в усадьбе Алтуфьево. Относится к Сергиевскому благочинию Московской епархии Русской православной церкви. 

## История
Первая церковь в селе Алтуфьево, на реке Самотышке, известна с 1564 года, в 1687 году упоминается уже каменный храм.
Новая церковь была сооружена на средства И. И. Вельяминова в 1760—1763 годах, так как существовавшая ранее на этом месте «…издавна построенная каменная церковь во имя Софии и дочерей её Веры, Надежды и Любови пришла в совершенную ветхость, — и от этой ветхости вся разселась…».
В конце XVIII века церковь была перестроена (внутри устроен гладкий потолок, отделивший свод от нижнего пространства, над сводом храма поставлена новая колокольня («иже под колоколы»). Coopужена трапезная. Внутреннее убранство, глава и крест датировались XIX веком.
Во время Отечественной войны 1812 года имение было разорено, церковь разграблена: «Ограблено неприятелем часть церковной утвари и ризницы, свечи, денег на 15 рублей…».

### В XX веке
Храм оставался действующим (за исключением небольшого перерыва в 1941 году). С 1920-х годов до декабря 1943 года он был обновленческим.
В 1960 году Алтуфьево вошло в черту Москвы, и здесь началось массовое жилое строительство. Храм дворянской усадьбы мог вместить лишь малую долю своих новых прихожан. Поскольку об открытии храмов в Москве до 1988 года не могло быть и речи, первоначально удалось добиться разрешения пристроить к храму деревянную паперть. В начале перестройки, в 1986 году, приход получил возможность вместо деревянной паперти пристроить к храму с запада относительно большой каменный объём. Это в известной степени разрешило проблему тесноты, но исказило исторический облик редкого памятника архитектуры середины XVIII века.
В 1989—1990 годах построены новое здание дома причта с крестильным храмом и две часовни. 
В 1992—1995 годах, по инициативе настоятеля храма архимандрита (позднее — митрополита Астраханского и Енотаевского, после почисления на покой — почётного настоятеля храма) Ионы (Карпухина), похороненного впоследствии с северной стороны от церкви, и по благословению патриарха Алексия II, была осуществлена реконструкция храма, в результате которой нетронутой осталась лишь его центральная часть — сооружены трапезная с двумя приделами и колокольней, значительно расширен алтарь. По мнению ряда искусствоведов, перестройка храма еще более изменила его первоначальный облик и отразилась на исторической ценности здания.

## Архитектура и убранство
Церковь принадлежит к редкому в XVIII веке типу «иже под колоколы». Круглый основной объём диаметром около 12 м (внутреннее пространство — крестообразное в плане) увенчан восьмигранным верхним ярусом. С севера, юга и востока к центральной ротонде примыкают три апсиды. Окна ротонды типичны для русского барокко — над вытянутыми в высоту окнами первого света расположены небольшие, вытянутые в длину ложные окна второго света (на их месте, возможно, были настоящие окна, позднее заложенные).
В 1993—1995 гг. церковь получила новую трапезную, заменившую небольшую трапезную 1986 г., и новую колокольню. После их сооружения площадь храма увеличилась более чем вдвое, но он не только лишился своих пропорций, но и скрыл находящийся северо-западнее церкви господский дом усадьбы.
Одновременно была выполнена заново вся отделка интерьеров. Фасады и внутренний вид храма украсили мозаичные панно очень высокого качества, но не вписывающиеся в стилистику здания.
Со стороны Алтуфьевского пруда церковь обнесена современным решётчатым забором со стилизованными под барокко двумя часовнями по углам (в одной из них находится часовня святого мученика Уара, в другой — церковная лавка) и воротами в центре.

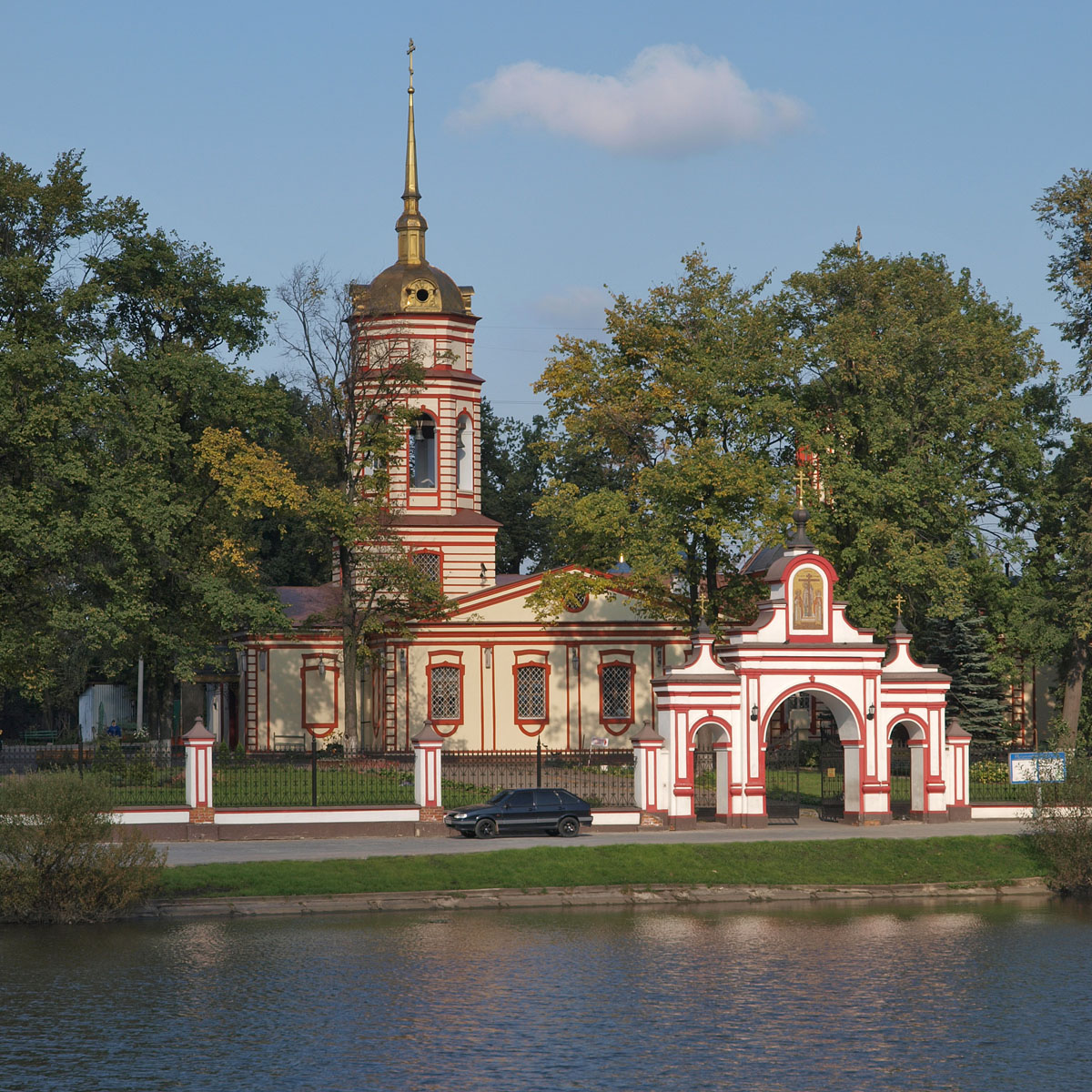
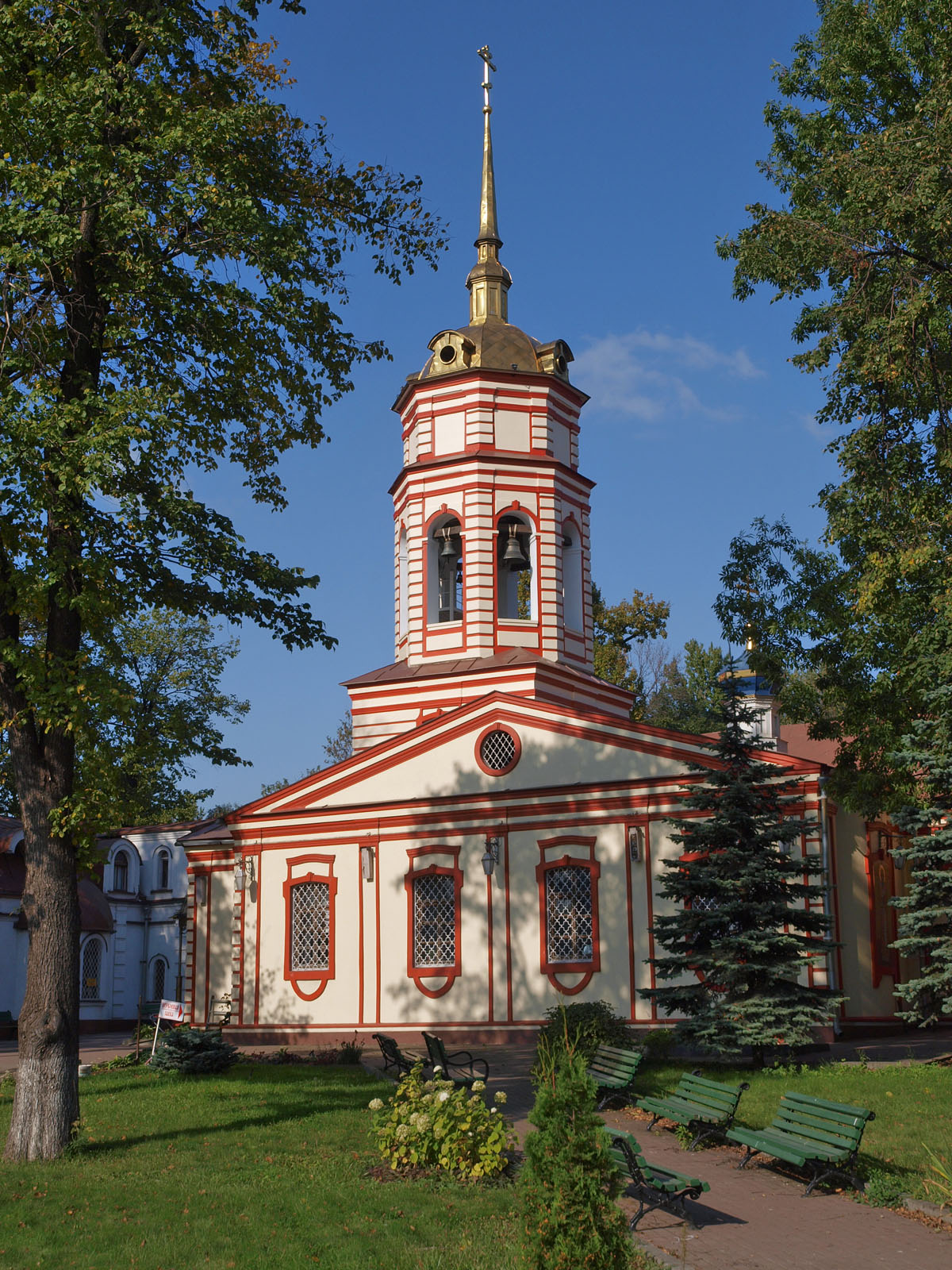
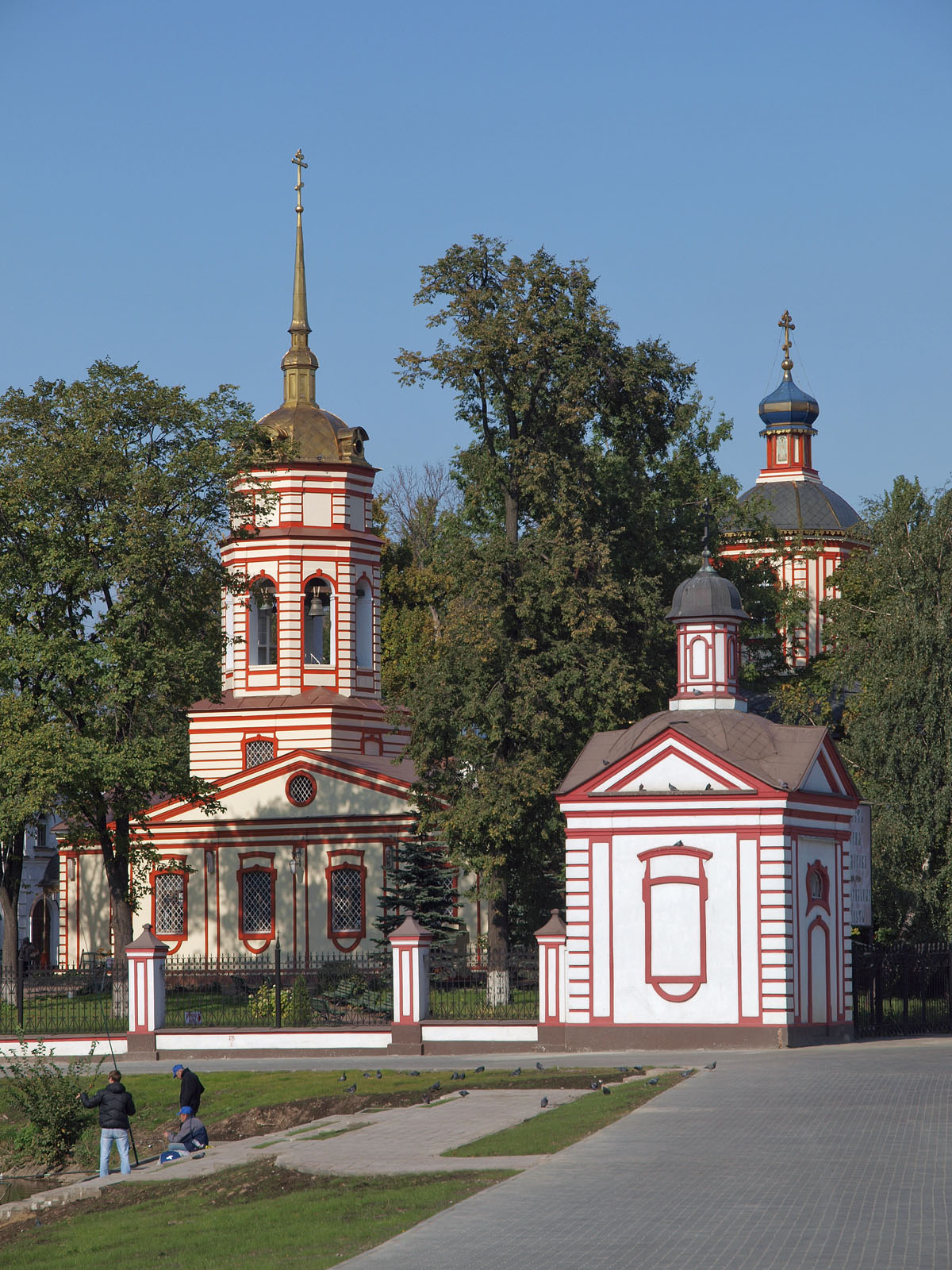
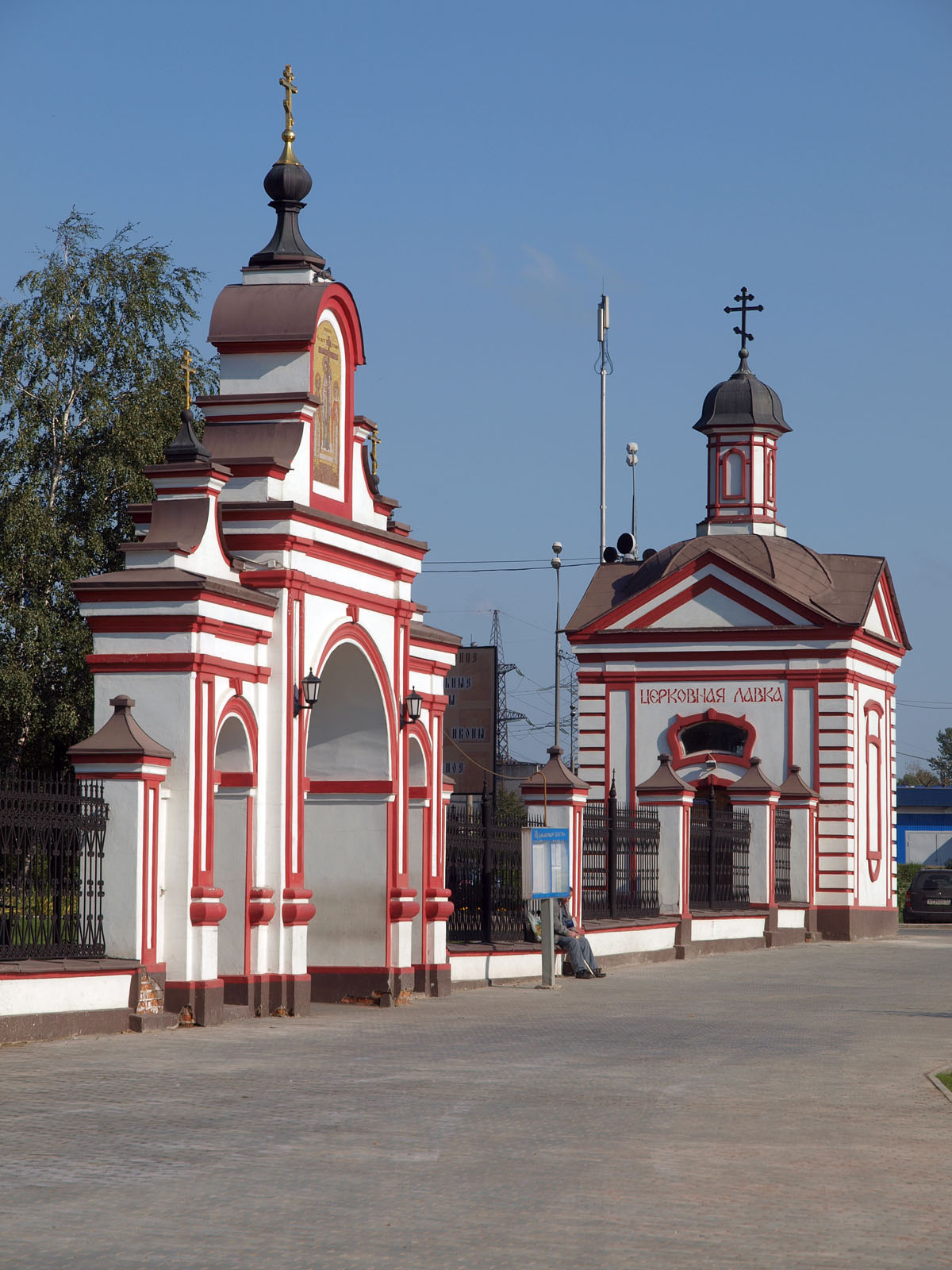
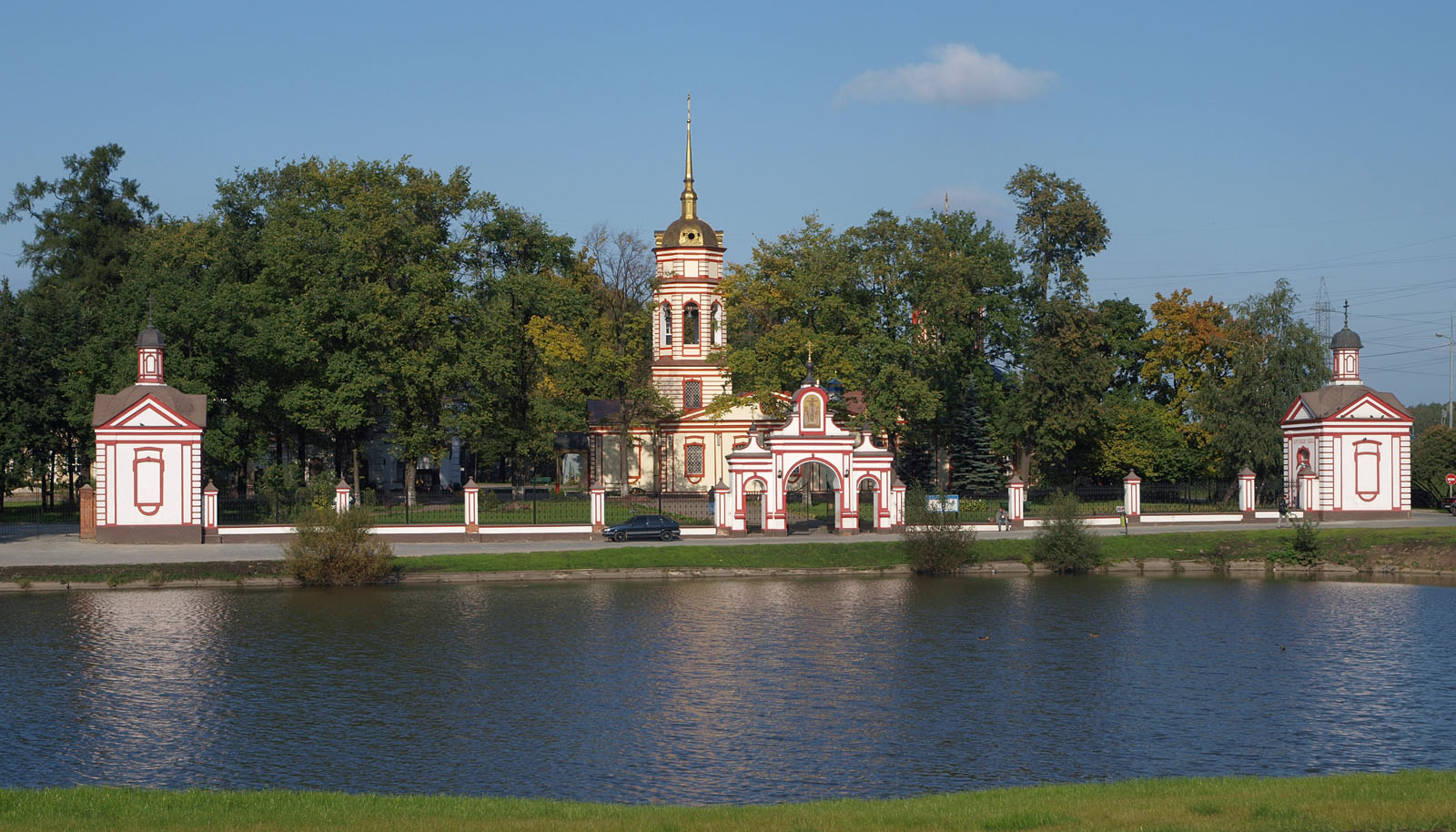

## Духовенство
- Протоиерей Михаил Прокопенко, настоятель,
- Протоиерей Александр Смедюк,
- Иерей Савва Гаглоев (сверхштатный клирик, в настоящее время — в зарубежной командировке в г. Гаване, Куба),
- Иерей Сергий Малашкин,
- Иерей Алексий Себелев,
- Протодиакон Александр Киреев,
- Протодиакон Константин Степанов,
- Протодиакон Андрей Тараканов.

В 1980—1991 годах в храме служил Димитрий Смирнов.

## Приделы, часовни и приписной храм
- Воздвижения Креста Господня (главный);
- Преподобного Макария Желтоводского с частицей мощей (левый);
- Святителя Ионы, митрополита Московского (правый);
- Святого мученика Трифона (приставной, освящён в 1980 г. для того, чтобы по праздникам и воскресеньям можно было служить по 2 литургии);
- Крестильный храм святых мучениц Веры, Надежды, Любови и матери их Софии (в доме причта, с баптистерием для крещения взрослых);
- Часовня святого мученика Уара;
- Приписной храм в честь иконы Божией Матери "Умягчение злых сердец" при социальном приюте "Алтуфьево".